# Sigismund Schultes

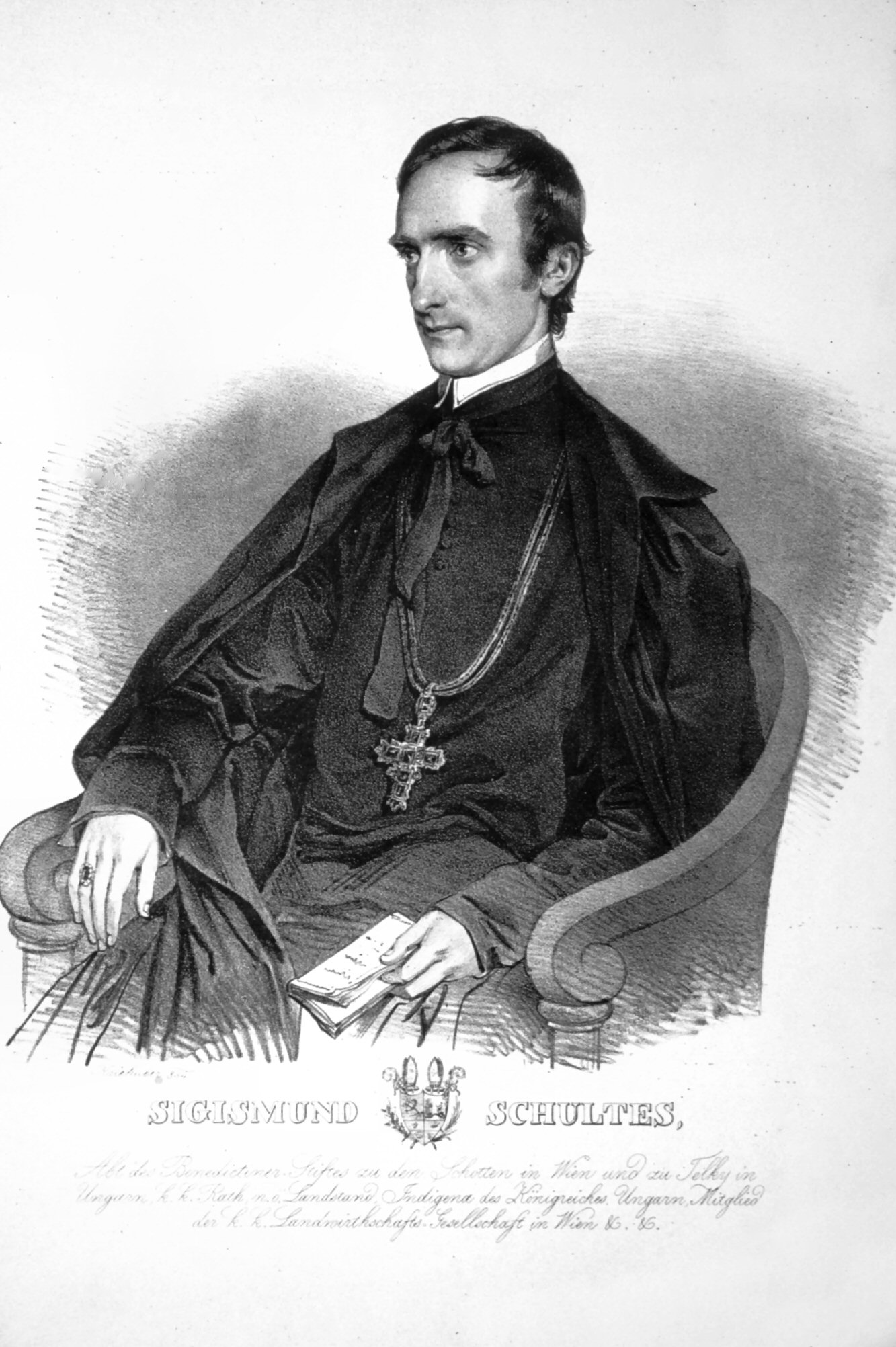
Sigismund Schultes, Lithographie von Josef Kriehuber, 1834

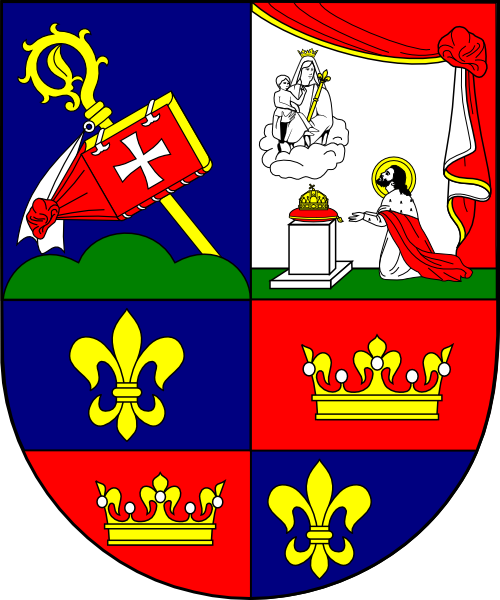
Wappen des Abtes

Sigismund Schultes OSB (* 26. September 1801 in Wien; † 1. März 1861 ebenda; eigentlich Johann Evangelist Schultes) war ein österreichischer Benediktiner sowie Abt des Wiener Schottenstiftes.

## Leben
Schultes trat nach dem Besuch des Piaristengymnasiums und der philosophischen Jahrgänge 1819 in die Schottenabtei ein und absolvierte das Studium der Theologie an der Universität Wien. Nach seiner Priesterweihe 1824 war er zunächst Kooperator in Gaunersdorf, ab 1826 in Schottenfeld. 1828 wurde er Kurat und Stiftsprediger. Von 1829 bis 1832 unterrichtete er am Schottengymnasium Religion.
Nach dem Tod Andreas Wenzels wurde Schultes 1832 zum Abt des Schottenstiftes gewählt. Im gleichen Jahr erfolgte die Fertigstellung der Neuerrichtung des Konventsgebäudes. In weiterer Folge veranlasste er den Neubau der Pfarrkirche von Platt und des Pfarrhofs von Gumpendorf. In seine Amtszeit fällt auch die 1849 durch die Umstrukturierung des Unterrichtssystems notwendig gewordene Erweiterung des Schottengymnasiums auf acht Klassen.  An diesem setzte er zudem einen Schwerpunkt auf den Unterricht in Physik und Naturgeschichte.
In sozialen Belangen machte sich Schultes durch die Gründung des Vereins der Kleinkinderbewahrungsanstalten sowie eines Witwen- und Waisenpensionsinstituts verdient. Außerdem war er Mitglied des Vereins zur Unterstützung Blinder. Im Revolutionsjahr 1848 richtete Schultes im Kloster ein Spital ein, hielt zahlreiche Fahnensegnungen der Nationalgarden und Trauergottesdienste für die Opfer ab.
Von 1834 bis 1849 war er Vizedirektor der theologischen Studien, 1850/1851 Rektor der Universität Wien. 1858 wurde ihm das Ritterkreuz des Leopold-Ordens verliehen.
In Wien-Neubau (7. Bezirk) wurde die Sigmundsgasse nach ihm benannt.